# Principal 12
Principal 12 (né le 27 février 1996) est un cheval hongre de robe grise, appartenant au stud-book du Mecklembourgeois, monté en saut d'obstacles par le cavalier suisse Martin Fuchs. Il est notamment médaille d'or au championnat d'Europe jeunes cavaliers en 2012.

## Histoire
Principal naît le 27 février 1996.
Alors qu'il est le cheval de tête de Martin Fuchs, il ne peut participer au CSI5* de Bâle en janvier 2012, en raison d'une opération d'urgence pour cause de coliques.

## Description
Principal 12 est un hongre de robe grise, inscrit au stud-book du Mecklembourgeois. Il est surnommé « Super Prinzi ».

## Palmarès

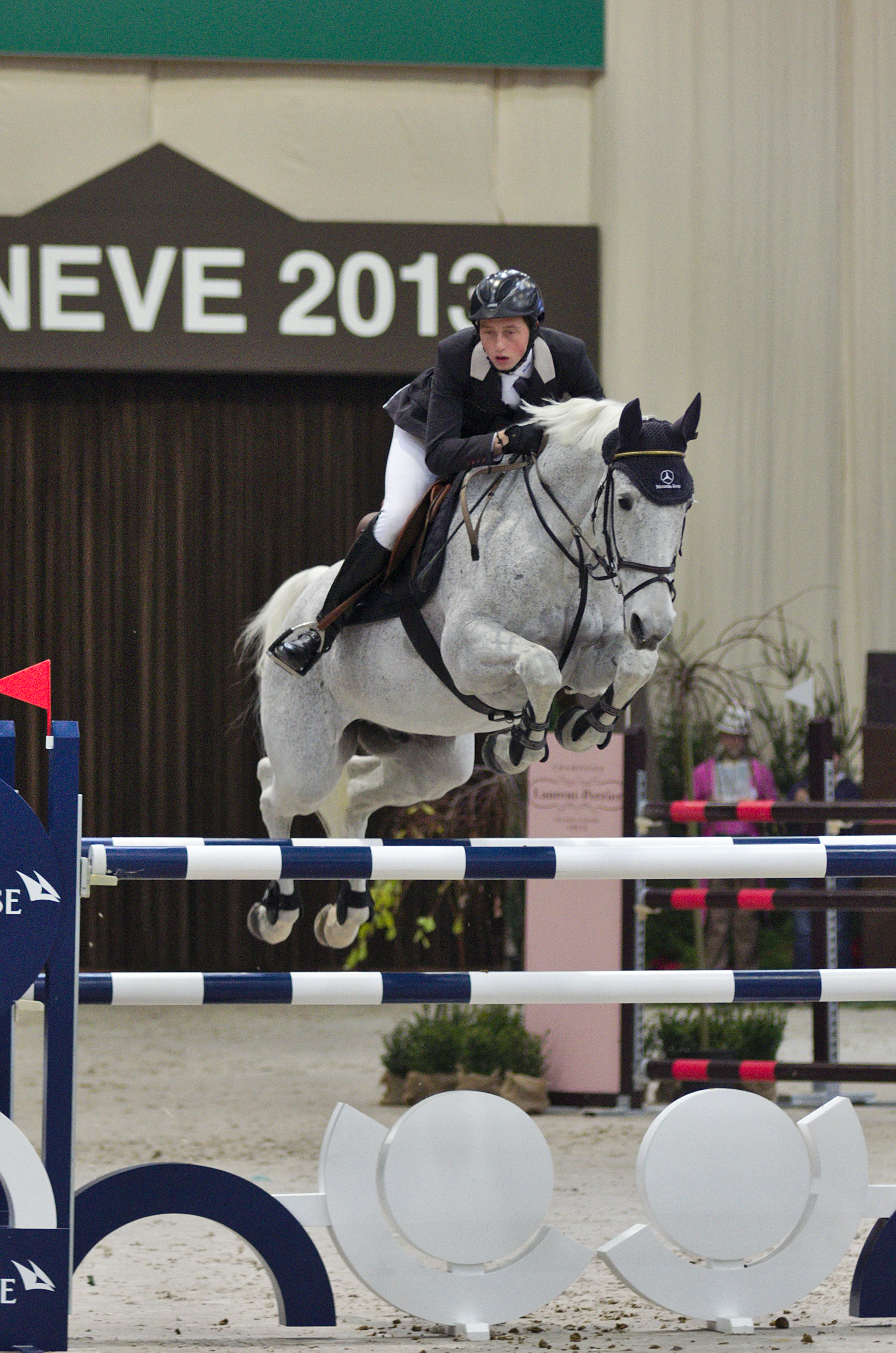
Principal 12 monté par Martin Fuchs au CHI de Genève en décembre 2013.

- 2011 : Médaille d'argent en individuel et par équipes au championnat d'Europe jeunes cavaliers, à Ebreichsdorf[1].
- 7 septembre 2012 : 3e su Grand Prix du CSIO de Spruce Meadows, à 1,60 m[1]
- 12 juillet 2012 : 4e de la Coupe des nations du Suède à Falsterbo, à 1,60 m[1]
- 2 août 2012 : vainqueur du Prix Fond du Sport du Valais au CSI3* de Crans-Montana, à 1,45 m[1].
- 13 août 2012 : médaille d'or individuelle au championnat d'Europe jeunes cavaliers, à Comporta[1].
- 13 septembre 2012 : 6e du Grand Prix du CSI3* de Donaueschingen, à 1,60 m[1]
- 12 novembre 2012 : vainqueur du Grand prix du CSI5* de Vienne, à 1,60 m[3],[1]
- 25 janvier 2013 : vainqueur de l'étape Coupe du monde de Zurich, à 1,40 m - 1,60 m[1]
- 25 janvier 2014 : Vainqueur du Prix Art on Ice du CSI5* de Zurich, sur 1,50 m[4],[5]

## Origines
Principal 12 est un fils de l'étalon Prinz Oldenburg et de la jument Globale III, par Grabensprung. 
| Origines de Principal 12.                       | Origines de Principal 12.       | Origines de Principal 12.        | Origines de Principal 12. |
| ----------------------------------------------- | ------------------------------- | -------------------------------- | ------------------------- |
| Père Prinz Oldenburg 1985 - Oldenbourg Gris     | Picasso 1979 - Hanovrien        | Pokal 1960, Hanovrien            | Poet                      |
| Père Prinz Oldenburg 1985 - Oldenbourg Gris     | Picasso 1979 - Hanovrien        | Pokal 1960, Hanovrien            | Walddrossel               |
| Père Prinz Oldenburg 1985 - Oldenbourg Gris     | Picasso 1979 - Hanovrien        | Inka 1974, Hanovrien             | Inschallah                |
| Père Prinz Oldenburg 1985 - Oldenbourg Gris     | Picasso 1979 - Hanovrien        | Inka 1974, Hanovrien             | Adelskrone                |
| Père Prinz Oldenburg 1985 - Oldenbourg Gris     | Herzblatt 1979 - Oldenbourg     | Pik Bube I 1973, Hanovrien       | Pik Koenig                |
| Père Prinz Oldenburg 1985 - Oldenbourg Gris     | Herzblatt 1979 - Oldenbourg     | Pik Bube I 1973, Hanovrien       | Franka                    |
| Père Prinz Oldenburg 1985 - Oldenbourg Gris     | Herzblatt 1979 - Oldenbourg     | Hallali 1970, Oldenbourg         | Ramiro Z                  |
| Père Prinz Oldenburg 1985 - Oldenbourg Gris     | Herzblatt 1979 - Oldenbourg     | Hallali 1970, Oldenbourg         | Hanseatic                 |
| Mère Globale III Mecklembourgeois 1990 - Alezan | Grabensprung 1981 - Hanovrien   | Garibaldi II 1974, Hanovrien     | Grande                    |
| Mère Globale III Mecklembourgeois 1990 - Alezan | Grabensprung 1981 - Hanovrien   | Garibaldi II 1974, Hanovrien     | Marbel                    |
| Mère Globale III Mecklembourgeois 1990 - Alezan | Grabensprung 1981 - Hanovrien   | Drina 1970, Hanovrien            | Durban                    |
| Mère Globale III Mecklembourgeois 1990 - Alezan | Grabensprung 1981 - Hanovrien   | Drina 1970, Hanovrien            | Seefrische                |
| Mère Globale III Mecklembourgeois 1990 - Alezan | Kuriane 1982 - Mecklembourgeois | Kurioso 1970,                    | Kurort                    |
| Mère Globale III Mecklembourgeois 1990 - Alezan | Kuriane 1982 - Mecklembourgeois | Kurioso 1970,                    | Silke                     |
| Mère Globale III Mecklembourgeois 1990 - Alezan | Kuriane 1982 - Mecklembourgeois | Windlicht 1972, Mecklembourgeois | Winton                    |
| Mère Globale III Mecklembourgeois 1990 - Alezan | Kuriane 1982 - Mecklembourgeois | Windlicht 1972, Mecklembourgeois | Grenadilla                |